# Bertram Kaes
Bertram Kaes (* 4. Februar 1958 in Ravensburg; † 31. Juli 2024) war ein deutscher Spieleerfinder. Er war Begründer und Organisator des in seiner Heimatstadt Ravensburg stattfindenden Fests Ravensburg spielt.
Nach seiner kaufmännischen Ausbildung beim Ravensburger Spieleverlag, der dortigen Arbeit als kaufmännischer Mitarbeiter und dem Erfinden von erfolgreichen Spielen für interne Veranstaltungen wurde er beauftragt, weitere Spiele zu erfinden. Er erfand in den darauf folgenden Jahren zahlreiche bekannte Brettspiele wie Deutschland-Rallye, Das Nilpferd in der Achterbahn, Nobody is perfect sowie einen neuen Spielplan für das Spiel Malefiz. 1989 gründete er mit der Funtasy Factory sein eigenes Unternehmen mit Sitz in Ravensburg, in dem er noch weitere Mitarbeiter beschäftigte. Mit diesem Unternehmen produzierte er mehr als 50 Spiele, die nicht nur von der Ravensburger AG verkauft wurden, sondern auch von Unternehmen wie Aldi, BMW, IKEA und Mercedes-Benz zu Werbezwecken verwendet wurden.
Ein weiteres Produkt seiner Arbeit ist das jährlich im Spätsommer in Ravensburg stattfindende Spielefest Ravensburg spielt. Seit dem ersten Spielefest im Jahre 1989 lag die Organisation bis 2004 in den Händen von Bertram Kaes' Unternehmen Funtasy Factory.

## Spiele (Auswahl)
- 1985: Las Vegas – Georg Appl
- 1988: Das Nilpferd in der Achterbahn (zusammen mit Heiner Wöhning) – Otto Maier Verlag Ravensburg
- 1988: Deutschland-Rallye – Otto Maier Verlag Ravensburg
- 1991: Cha-Do – Dethlefsen & Balk
- 1992: Variété Paris – Heye Verlag
- 1992: Mein erstes Naturspiel: Kennst Du den Baum? – Ravensburger Spieleverlag
- 1992: Nobody is perfect – Ravensburger Spieleverlag
- 1993: Collector (Deutsche Bundespost)
- 1993: Ein Nilpferd kommt selten allein – (zusammen mit Heiner Wöhning) – Ravensburger Spieleverlag
- 1993: Jetzt schlägts 13 – Unser Lieblingsspiel und Espenlaub
- 1993: Dinosaurier
- 1995: Die Maulwurf-Company – Ravensburger Spieleverlag
- 1995: Junior Nilpferd-Party – Ravensburger Spieleverlag
- 1995: Mystery – Ravensburger Spieleverlag
- 1995: Nobody is perfect 2 – Ravensburger Spieleverlag
- 1995: Underground – (zusammen mit Virginia Charves)/Theta-Promotion
- 1996: Pack die Sieben – Ravensburger Spieleverlag
- 1996: Under The Ground – Ravensburger Spieleverlag
- 1998: Nobody III – F.X. Schmid
- 2000: Fix & Foxi: Fette Beute – Ravensburger Spieleverlag
- 2002: Kopfsalat – Ravensburger Spieleverlag

## Auszeichnungen
- Die Maulwurf Company (Spiel des Jahres 1995 Auswahlliste sowie Deutscher Spielepreis Rang 4 (1995))